# Palloza

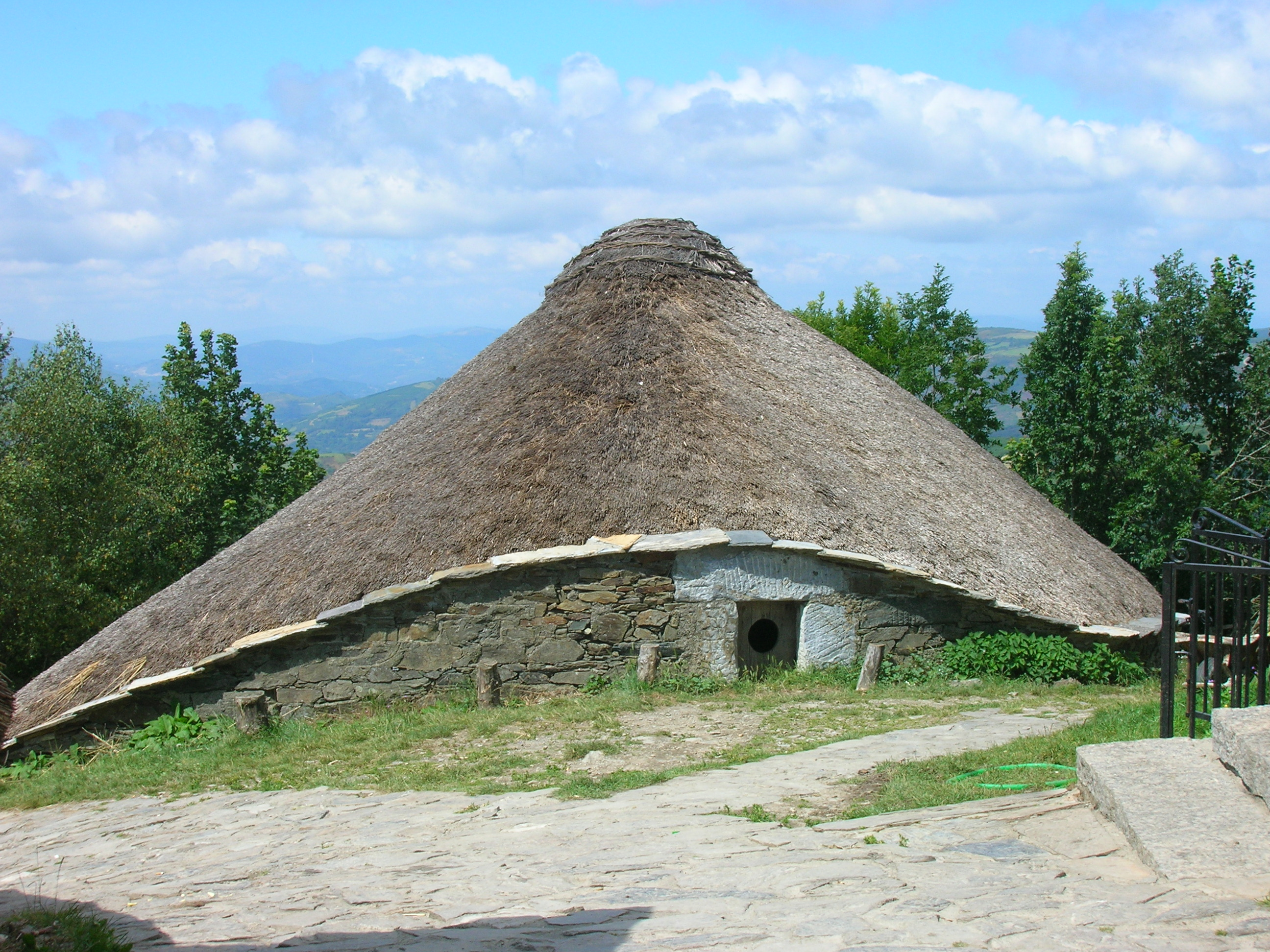
Palloza à Pedrafita do Cebreiro, en Galice.

Une palloza est une habitation traditionnelle de la Sierra de Ancares, dans le nord-ouest de la péninsule ibérique. Il s'agit de bâtiments circulaires ou ovales de 10 à 20 m de diamètre constitués d'un mur de pierres assez bas surmonté d'un haut et épais toit de chaume posé sur une charpente en bois conique. Les baies y sont rares et de petites dimensions.